# Zaposlovanje pod posebnimi pogoji v Sloveniji
Zaposlitev pod posebnimi pogoji kot gospodarska dejavnost (in v okviru tega predvsem lastni izdelki) je zelo pomemben del izvajanja socialnovarstvene storitve, namenjene odraslim osebam z motnjo v duševnem razvoju. Cilji so spremembe v kvalitete življenja človeka, tako da posameznik pridobi nove priložnosti za svoj razvoj, družba pa doseže višjo stopnjo humanosti in spoštovanja človekovih pravic. Zaposlitev pod posebnimi pogoji opravljajo javni socialnovarstveni zavodi, npr. varstveno delovni center in  zavodi s pridobljeno koncesijo. Uporabniki imajo priznan status invalida po zakonu o družbenem varstvu duševno in telesno prizadetih oseb in s tega naslova prejemajo tudi ustrezne socialne transfere .
Na strani Ministrstva za delo, družino in socialne zadeve Republike Slovenije, zaposlovanje pod posebnimi pogoji najdemo v širšem sklopu, to je Vodenje, varstvo in zaposlitev pod posebnimi pogoji .

## Vodenje, varstvo in zaposlitev pod posebnimi pogoji
Vodenje, varstvo in zaposlitev pod posebnimi pogoji je organizirana oblika varstva, katero izpolnjujejo z ustavo in zakoni določene temeljne človekove pravice odraslih invalidnih oseb. Obsegajo storitve, ki tem osebam (uporabnikom) v skladu z njihovimi sposobnostmi dajejo možnost aktivnega vključevanja v družbeno življenje in delovno okolje ter opravljanja koristnega, vendar njihovim zmožnostim prilagojenega dela. Vodenje, varstvo ter zaposlitev pod posebnimi pogoji je organizirano in se izvaja tako, da uporabnikom omogoča ohranjanje pridobljenih, širjenje novih znanj in delovnih spretnosti, pridobivanje novih socialnih in delovnih navad, uresničevanje lastnih idej in ustvarjalnosti, stimuliranje občutka koristnosti in samopotrditve samopotrditve. Posamezne osebe se vključijo v tisto obliko storitve, ki ustreza njihovim psihološkim, pedagoškim, zdravstvenim in socialnim potrebam ob upoštevanju njihove prevladujoče, primarne motnje. Prošnjo za vključitev ali premestitev v storitev Vodenje, varstvo ter zaposlitev pod posebnimi pogoji vloži uporabnik ali njegov zakoniti zastopnik .

## Uporabniki zaposlovanja pod posebnimi pogoji
Zaposlovanje pod posebnimi pogoji je namenjeno osebam po 18. letu starosti, torej odraslim osebam z motnjami v duševnem razvoju in osebam z več motnjami. 

### Osebe z motnjo v duševnem razvoju
Osebe, ki imajo prirojeno znižano raven inteligentnosti, nižje sposobnosti na kognitivnem, govornem, motoričnem in socialnem področju ter pomanjkljive komunikacijske veščine, kar se odraža v neskladju med njihovo mentalno in kronološko starostjo. Pod to opredelitev spadajo tudi osebe, pri katerih je zgoraj opisano stanje posledica bolezni ali poškodbe. 

### Osebe z več motnjami
Osebe, ki imajo poleg motenj v duševnem razvoju še dodatne težave. Te težave so osebnostne motnje, težje senzorne motnje (motnje vida, sluha,…) in prirojene ali pridobljene poškodbe gibalnega aparata, centralnega ali perifernega živčevja. 
V centre se lahko poleg navedenih skupin ljudi vključujejo tudi osebe z lažjo motnjo v duševnem razvoju, ki se po neuspešno končanem programu profesionalne rehabilitacije ne morejo zaposliti pod normalnimi pogoji na trgu dela .

## Zakonodaja
Normativna opredelitev področja dela z ljudmi s težavami v duševnem razvoju se je začela z Zakonom o socialnem varstvu. Zakon je Vodenje, varstvo ter zaposlitev pod posebnimi pogoji oseb s težavami v duševnem razvoju opredelil kot javno službo na področju socialnega varstva in določil, da pogoje za njeno izvajanje zagotavlja Republika Slovenija (po podatkih MDDSZ, 1993) .

### Zakon o socialnem varstvu - II Socialno varstvene storitve
Členi, ki se vežejo na zaposlovanje pod posebnimi pogoji :
17. člen - Vodenje in varstvo po tem zakonu obsegata organizirano celovito skrb za odraslo telesno in duševno prizadeto osebo, razvijanje individualnosti in harmoničnega vključevanja v skupnost in okolje. Zaposlitev pod posebnimi pogoji po tem zakonu obsega take oblike dela, ki omogočajo prizadetim ohranjanje pridobljenih znanj ter razvoj novih sposobnosti.
18. člen - Pomoč delavcem v podjetjih, zavodih ter pri drugih delodajalcih po tem zakonu obsega svetovanje in pomoč pri reševanju težav, ki jih imajo delavci v zvezi z delom v delovni sredini in ob prenehanju delovnega razmerja ter pomoč pri uveljavljanju pravic iz zdravstvenega, pokojninskega in invalidskega zavarovanja ter otroškega in družinskega varstva.
43.a člen - Podjetja, zavodi in drugi delodajalci zagotavljajo izvajanje storitev iz 18. člena tega zakona.

## Varstveno delovni center
Vključevanje invalidnih oseb v delo in okolje se je v Sloveniji začelo z oblikami delovne okupacije, nadaljevalo z zagovarjanjem varstva v splošnih in posebnih socialnih zavodih, nadomestnih družinah ter pravic do materialne pomoči. Sedaj pa se poudarja predvsem organizirane celostne in celovite skrbi. Ena izmed ustanov, ki naj bi takšno skrb izvajala je VDC ali varstveno delovni center (po podatkih MDDSZ, 1993) . Varstveno delovni center je v okviru svoje dejavnosti neprofitna organizacija  . Pri VDC kot ustanovi gre za dnevne oblike bivanja, ki so večinoma locirane v samem kraju bivanja uporabnikov, tako so na nek način vpete v lokalno skupnost. Ravno velikost in umestitev v družbenem prostoru je glavna razlika med obliko dela v varstveno delovnih centrih in totalne ustanove  . Kakovost življenja v VDC opredeljuje več dejavnikov. 
Junger (1992)  opredeljuje notranje pogoje, ki morajo biti zadoščeni v VDC:
1. prilagoditev storitve uporabniku, individualizacije storitev,
2. vključevanje posameznika v načrtovanje,
3. določanje ustreznih vsebin (dejavnosti, ki jih bo izvajal VDC),
4. notranja organizacija in potrebni kadri,
5. učinkovito notranje in zunanje vrednotenje storitev,
6. ugotavljanje učinkovitosti in uspešnosti,
7. razvoj socialno varstvenih storitev.
| Mrežo VDC sestavljajo javni zavodi in koncesionarji       | Število |
| --------------------------------------------------------- | ------- |
| VDC kot samostojni socialno varstveni zavodi z 31 enotami | 15      |
| VDC kot enota Centra za socialno delo (CSD)               | 5       |
| VDC kot enote osnovnih šol s prilagojenim programom       | 5       |
| VDC kot enote socialnovarstvenih zavodov z usposabljanje  | 3       |
| VDC kot koncesionarji                                     | 10      |

Pri osamosvajanju in vplivanju na lastno življenje oseb s posebnimi potrebami je bistvenega pomena uvedba individualnega financiranja ter individualnega načrtovanja. Celovita kakovost v VDC zahteva izobraževanje in usposabljanje zaposlenih .

### Zaposlitev pod posebnimi pogoji v okviru VDCja
Zajema zaposlitev pri proizvodnji ali drugih delih oz. delovno okupacijo, prilagajanje strojev in delovnih pripomočkov zmogljivosti posameznikov, razvijanje delovne sposobnosti, uvajanje v delo, zagotavljanje pogojev za varno delo, spremljanje delovnega procesa, nabava sredstev in pripomočkov za izvajanje programov ter prodajo izdelkov. Zaposlitev mora obsegati takšna opravila in oblike dela, ki omogočajo uporabnikom ohranjanje pridobljenih znanj ter razvoj novih sposobnosti . Pogoji za delo morajo biti varni in prilagojeni. Pridobljena sredstva od prodaje izdelkov so namenjena za nagrade upravičencev in višjo kvaliteto dela in bivanja. Zaposlitveni programi, ki jih izvaja VDC in niso normativno določeni, izvaja VDC v skladu s strokovnimi usmeritvami, potrebami lokalnega okolja ter ob soglasju ustanovitelja. V večini primerov gre za vključevanje v tržne dejavnosti po pravilih trga (kvaliteta, rok, cena, pogodba). Pridobljena sredstva so namenjena uporabnikom.

#### Najbolj značilna opravila[3]
- Lastni programi (izdelava različnih izdelkov, namizno založništvo, urejanje okolice, delo v trgovinah, ročno in strojno šivanje, likanje, papirna galanterija, mizarstvo, pridelovanje vrtnin).
- Različna kooperativna dela (pakiranje, sestavljanje, dograjevanje izdelkov).
- Storitvene dejavnosti (delo v trgovini, urejanje okolice, namizno založništvo).
- Integritirano zaposlovanje v rednih delovnih pogojih (skladiščna dela, pomoč v lokalih, hotelih, čiščenje, hišna opravila, fotokopiranje v večjih podjetjih, kurirska dela).
- Odprte možnosti z nove oblike zaposlovanja (hotelirstvo, turizem, gradbeništvo).

### Varstveno delovni centri v Sloveniji
| Naziv                                                                   | Naslov                                            |
| ----------------------------------------------------------------------- | ------------------------------------------------- |
| Center za varstvo in delo Golovec                                       | Na Golovcu 2, 3000 Celje                          |
| Center za usposabljanje, delo in varstvo Črna na Koroškem               | Center 144, 2393 Črna na Koroškem                 |
| Varstveno delovni center Črnomelj                                       | Majer 7, 8340 Črnomelj                            |
| Center za usposabljanje, delo in varstvo Dobrna                         | Lokovina 13 a, 3204 Dobrna                        |
| Zavod za usposabljanje, delo in varstvo Dr. Marijana Borštnarja Dornava | Dornava 128, 2252 Dornava                         |
| Center za usposabljanje, delo in varstvo Dolfke Boštjančič, Draga       | Draga 1, 1292 Ig                                  |
| Varstveno delovni center Vrhnika-Idrija                                 | Rožna ulica 16, 5280 Idrija                       |
| Varstveno delovni center Koper                                          | Ulica 15. maja 8, 6000 Koper                      |
| Varstveno delovni center Kranj                                          | Kidričeva cesta 51, 4000 Kranj                    |
| Varstveno delovni center Krško-Leskovec                                 | Ulica Staneta Žagarja 4, 8273 Leskovec pri Krškem |
| Varstveno delovni center Tončke Hočevar Ljubljana                       | Vodnikova cesta 56, 1000 Ljubljana                |
| Varstveno delovni center Polž Maribor                                   | Park mladih 4, 2000 Maribor                       |
| Varstveno delovni center INCE Mengeš                                    | Ropretova cesta 23, 1234 Mengeš                   |
| Varstveno delovni center Murska Sobota                                  | Trstenjakova ulica 69, 9000 Murska Sobota         |
| Varstveno delovni center Nova Gorica                                    | Klanec 14 a, 5250 Solkan                          |
| Varstveno delovni center Novo mesto                                     | Šmihel 3, 8000 Novo mesto                         |
| Varstveno delovni center Postojna                                       | Pot k Pivki 2 b, 6230 Postojna                    |
| Varstveno delovni center SAŠA                                           | Kidričeva cesta 19 a, 3320 Velenje                |
| Varstveno delovni center Šentjur                                        | Ljubljanska cesta 6 b, 3230 Šentjur               |
| Varstveno delovni center Tolmin                                         | Rutarjeva ulica 18, 5220 Tolmin                   |
| Varstveno delovni center Zagorje ob Savi                                | Cesta 9. avgusta 59 c, 1410 Zagorje ob Savi       |
| Center za usposabljanje, delo in varstvo Matevža Langusa, Radovljica    | Cesta na Jezerca 17, 4240 Radovljica              |
| Varstveno delovni center Ajdovščina-Vipava                              | Gradiška cesta 7, 5271 Vipava                     |

## Kompleksnost obravnave uporabnikov in motivacije
Zaradi okrnjene komunikacije z uporabniki je zelo pomembno, da uporabnikom ponudimo različnost dražljajev v okolju skozi različna dela in dejavnosti v okviru vsakdanjega ritma v ustanovi. Pri tem je pomembno vključiti delo, ki omogoča dovolj gibanja, hitrosti, opazovanja in koordinacije. Delo in dejavnost morata biti prilagojena vsakemu posamezniku saj tako krepimo njegovo samopodobo. Z vsebinami dela (lastni izdelki, kooperativno delo in druge dejavnosti) ustvarjamo pogoje za ohranjanje in razvijanje pojma telesa, koordinacije in koncentracije torej razvijanje različnih vrst senzornih sposobnosti. Ob tem varovanci večajo senzibilnost za razumevanje okolja in sposobnost komuniciranja. Z odkrivanjem in zaznavanjem novega se tudi pri osebah z motnjami v duševnem razvoju povečuje neodvisnost, občutek časa in prostora, z vsakim doseganjem uspeha pa se povečuje tudi prilagajanje vedenja skupini. Seveda morajo biti  vzdrževane tudi ustrezne oblike naprezanja, redu in postavljanja jasnih meja, saj zaposleni lahko le s tem prispevajo tudi k odgovornosti varovancev za svoje delo in obnašanje   .

## Izbiranje in prilagajanje dela
Delovni pogoji, delovna orodja in zaposleni se morajo vseskozi prilagajati posamezniku in njegovim zmožnostim in posebnostim, saj le tako varovanci pridobijo občutek samouresničitve. Ravno tako morajo biti delo in izdelki izbrani tako, da uporabnik lahko sodeluje ali sam izvede delo. Dilema o zmožnosti uporabnika za opravljanje nekega dela mora biti ovržena že pri izbiri dela. Izbran nabor izdelkov mora biti tržno zanimiv, pri katerem lahko v veliki meri sodelujejo tudi uporabniki, poleg tega morajo izdelki slediti trendu, ki ga prinašata čas in prostor. Strokovni delavci morajo zato raziskovati trg - iskati možnosti in variante. Pomembno je torej, da imajo zaposleni tudi nekaj menedžerskih, marketinških in komercialnih znanj, ki so pomembna za uspešno prodajo izdelkov, ki jih ustvarijo varovanci  .

## Nagrajevanje dela
Pri lastnih izdelkih uporabniki pokažejo svojo ustvarjalnost, doživljajo občutke koristnosti, medtem ko pri stalno ponavljajočem se kooperativnem delu lahko pride do slabšanja sposobnosti, ki so že bile osvojene. Denarna nagrada, ki jo pri tem »zaslužijo« uporabniki, ni nadomestek plače, pomembna je zaradi občutka, da »hodijo v službo« in da so »dobili plačo«. Nagrajevanje uporabnikov v posameznem centru, npr. VDC, je opredeljeno v internem pravilniku (o nagrajevanju varovancev in skupni porabi ter delitvi denarnih sredstev, pridobljenih z gospodarsko dejavnostjo), ki določa razdelitev na trgu pridobljenih finančnih sredstev. Nagrade se razdelijo glede na rezultate uporabnikovega delovnega prispevka, ki dobi finančno menjavo na trgu. Ni pomembno le, da so uporabniki zaposleni, okupirani s kakršnim koli delom, temveč je zlasti pomembno, da so vključeni v koristno delo, ki je hkrati ustvarjalno in zanimivo ter ima tudi svoj prostor in ceno na trgu  .

## Kategorije
1. 1 2 3 4 5   Matko, I., Marjančič, S., Vogelnik Kranjc, J. in Česen, M. (2004). Kakovost zaposlovanja pod posebnimi pogoji skoz psihosocialni vidik. Socialno delo, 43(2/3), 117-123.
2. 1 2 3   Ministerstvo za delo, družino, socialne zadeve in enake možnosti. Republika Slovenija: Ministerstvo za delo, družino in socialne zadeve. Pridobljeno 11.3.2014, iz: http://www.mddsz.gov.si/si/zakonodaja_in_dokumenti/veljavni_predpisi/#c8031
3. 1 2 3 4 5 6 7 8  Lukač, J. (2005). Varstveno delovni center: Med strokovnim izzivom in vsakdanjikom. Magisterska naloga, Ljubljanja: Univerza v Ljubljani, Fakulteta za družbene vede.